# Iroquois (Dakota du Sud)
Pour les articles homonymes, voir Iroquois (homonymie).
Iroquois est une municipalité américaine située dans le comtés de Beadle et de Kingsbury, dans l'État du Dakota du Sud.
La ville est fondée en 1880 par la société du Chicago and North Western Railway, mais ne se développe que quelques années plus tard quand le chemin de fer arrive en ville. Elle doit son nom aux Iroquois.

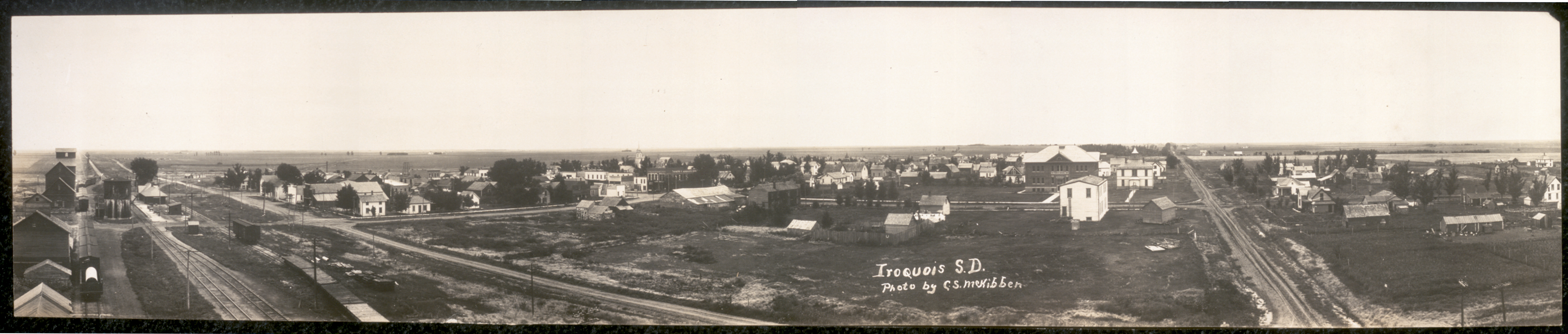
Panorama d'Iroquois de 1912

## Démographie
| 1890 | 1900 | 1910 | 1920 | 1930 | 1940 |
| ---- | ---- | ---- | ---- | ---- | ---- |
| 181  | 276  | 578  | 651  | 531  | 413  |

| 1950 | 1960 | 1970 | 1980 | 1990 | 2000 |
| ---- | ---- | ---- | ---- | ---- | ---- |
| 413  | 385  | 375  | 348  | 328  | 278  |

| 2010 | - | - | - | - | - |
| ---- | - | - | - | - | - |
| 266  | - | - | - | - | - |

Selon le recensement de 2010, elle compte 266 habitants. La municipalité s'étend sur 0,62 milles carrés (1,61 km2). La majorité de la ville se trouve dans le comté de Kingsbury : 200 habitants et 0,54 milles carrés (1,4 km2).